# Bukovice (okres Brno-venkov)
Bukovice (německy Bukowitz) je obec v okrese Brno-venkov v Jihomoravském kraji. Rozkládá se v Boskovické brázdě, přibližně 8 kilometrů severovýchodně od Tišnova, v katastrálním území Bukovice u Rohozce. Žije zde 91 obyvatel.

## Historie
První písemná zmínka o obci pochází z roku 1255.

## Obyvatelstvo
| Rok            | 1869 | 1880 | 1890 | 1900 | 1910 | 1921 | 1930 | 1950 | 1961 | 1970 | 1980 | 1991 | 2001 | 2011 | 2021 |
| -------------- | ---- | ---- | ---- | ---- | ---- | ---- | ---- | ---- | ---- | ---- | ---- | ---- | ---- | ---- | ---- |
| Počet obyvatel | 165  | 167  | 187  | 172  | 144  | 159  | 140  | 122  | 114  | 96   | 86   | 73   | 57   | 59   | 89   |
| Počet domů     | 25   | 25   | 25   | 25   | 25   | 25   | 29   | 29   | 25   | 24   | 24   | 32   | 34   | 34   | 44   |

Vývoj počtu obyvatel

## Pamětihodnosti
- Kaple
- Lípa svobody
- Památník lesa